# Jestem tylko dziewczyną
Jestem tylko dziewczyną – jedyny solowy album Haliny Żytkowiak wydany w 1979 roku nakładem Pronitu. 24 stycznia 2025 roku ukazała się pierwsza kompaktowa reedycja płyty, wydana przez Gad Records we współpracy z Polskimi Nagraniami.

## Lista utworów
Strona A
1. „Jestem tylko dziewczyną” (muz. Krzysztof Krawczyk – sł. Paweł Wohl) – 2:50
2. „Chwila chwilę trwa” (muz. Ryszard Poznakowski, Krzysztof Krawczyk – sł. Bogdan Olewicz) – 4:00
3. „Pięć minut łez” (muz. Zbigniew Hołdys – sł. Andrzej Mogielnicki) – 4:07
4. „Motyle” (muz. Halina Żytkowiak – sł. Edward Piekarski) – 3:09
5. „Nie znam ciebie” (muz. Krzysztof Krawczyk – sł. Janusz Pietkiewicz) – 3:21

Strona B
1. „Życie po raz pierwszy” (muz. Krzysztof Krawczyk – sł. Janusz Kondratowicz) – 3:57
2. „Nie lubię dobrych rad” (muz. Aleksander Maliszewski – sł. Małgorzata Maliszewska) – 2:33
3. „Nocny autobus” (muz. Aleksander Maliszewski – sł. Janusz Kondratowicz) – 2:33
4. „Gra na remis” (muz. Aleksander Maliszewski – sł. Andrzej Kosmala) – 4:20
5. „To będzie coś” (muz. Aleksander Maliszewski – sł. Paweł Howil) – 3:46

- Nagrano w dniach 20 listopada 1978–4 stycznia 1979 roku w studiu Polskich Nagrań (1–6, 10) i 10 października 1977 roku w PR Poznań (9)[1]

Bonusy na pierwszej reedycji kompaktowej, wydanej nakładem wydawnictwa Gad Records (GAD CD 323)
1. (11.) „Nie znam ciebie” (muz. Krzysztof Krawczyk – sł. Janusz Pietkiewicz) (wersja radiowa) – 4:23
2. (12.) „Jestem tylko dziewczyną” (muz. Krzysztof Krawczyk – sł. Paweł Wohl) ((wersja singlowa) – 2:53
3. (13.) „Spróbuj sam” (muz. Wojciech Trzciński – sł. Jerzy Kleyny) – 2:51

- Nagrano w czerwcu 1975 w PR Katowice (11) i w 1974 w PR Warszawa (12, 13)[1]

## Muzycy
- Orkiestra pod dyr. Ryszarda Poznakowskiego (A-1-A-5, B-1-B3, B-5)
- Grupa wokalno-instrumentalna „Perfect” (A-1-A-5, B-1-B3, B-5)
- Grupa wokalna Victoria Singers (A-1-A-5, B-1-B3, B-5)[1]
- Orkiestra PRiTV w Poznaniu pod dyr. Aleksandra Maliszewskiego (B-4)
- Orkiestra PRiTV w Katowicach pod dyr. Jerzego Miliana (11)[1]
- Zespół Fair (12)[1]
- Zespół instrumentalny pod dyr. Wojciecha Trzcińskiego (13)[1]

## Personel
- Foto i projekt graficzny: Rafał Jasionowicz
- Witold Pograniczny – notka
- Reżyser nagrania: Jacek Złotkowski
- Operator dźwięku: Michał Gola

- Michał Wilczyński – producent reedycji CD z 2025 roku[1]
- Łukasz Hernik – współproducent reedycji CD z 2025 roku[1]
- Andrzej Poniatowski – mastering (wersja CD z 2025 roku)[1]
- Emilia Zięba – redakcja (wersja CD z 2025 roku)[1]
- Lech Zielaskowski, NAC Lesław Sagan, East News (wersja CD z 2025 roku)[1]
- Przemysław Pomarański – obróbka zdjęć (wersja CD z 2025 roku)[1]